# Sarcenas
Sarcenas là một xã thuộc tỉnh Isère trong vùng Rhône-Alpes đông nam nước Pháp. Xã này nằm ở khu vực có độ cao trung bình 1100 mét trên mực nước biển. Theo điều tra dân số năm 1999 của INSEE có dân số là 141 người.